# 大日蓮
大日蓮（だいにちれん）とは、日蓮正宗の機関誌。
昭和5年（1930年）9月に「宗報」として刊行が開始され、戦中戦後の混乱の中で滞りもあったが、昭和24年8月より名称を「宗報」から「大日蓮」と改めて42号より現在に至るまで欠かさず刊行されている。（平成27年4月現在830号）
内容は宗内辞令、認証、御法主上人説法、末寺の動向などで規模としては毎回100頁前後。